# فواره باغچه‌سرای
فواره باغچه سرای نام یک کتاب ادبی است که توسط الکساندر پوشکین، نویسندهٔ اهل روسیه نوشته شده‌است.

## زمینهٔ نگارش
پوشکین در سال ١۸۲۰ میلادی بازدیدی از کاخ باغچه‌سرای در شبه‌جزیره کریمه داشت. در این بازدید، پوشکین آب‌نمای این کاخ و نوشته‌هایی را که در کنار آن به زبان‌های عربی و تاتاری نوشته بود ملاحظه کرد. نوشتهٔ عربی، آیهٔ ۱۸ از سورهٔ انسان در قرآن بود که به سلسبیل، چشمهٔ بهشتی اشاره می‌کرد. مضمون نوشتهٔ تاتاری نیز این بود: «بیا از زلال‌ترین آب فواره (چشمه) بنوش.» علت ساخت این آب‌نما، عشق خان کریمه به دختر زیباروی لهستانی به نام ماریا بود. خان او را در حمله به لهستان از خانواده‌اش ربود. ماریا در حرم‌سرای خان کریمه افسرده و پژمرده شد و یک شب زارما، همسر خان کریمه از او خواهش کرد که عشق خان را به او بازگرداند. ماریا برای خودش آرزوی مرگ کرد و آرزویش برآورده شد، اما عشق خان کریمه از بین نرفت و آب نمایی را به یادبود او بنا کرد که دختران جوان کریمه آن را فوارهٔ اشک نامیدند. پوشکین تحت تاثیر فضا و داستان آن قرار گرفت و اشعار سعدی، شاعر ایرانی، با مضمون فانی و زودگذر بودن دنیا را به یاد آورد که زمینه‌ساز خلق این اثر شد. پوشکین این منظومه را با نگاهی جدی به ادبیات شرق نوشت و آن را با این عبارت آغاز کرد: «بسیاری چون من فواره را دیده‌اند اما برخی از آنان در عالم وجود نیستند و دیگران نیز در بلاد دور سیاحت می‌کنند.» که برداشتی است از بیت‌های ۴۷۹ و ۴۸۰ باب اول بوستان سعدی . او این مفهوم شاعرانه را بخش‌های مختلفی از این اثر تکرار کرده‌است.